# Dyskografia Natalii Szroeder
Dyskografia Natalii Szroeder, polskiej piosenkarki, składa się z trzech albumów studyjnych, jednego minialbumu, czterdziestu trzech singli (w tym dziewięciu z gościnnym udziałem) oraz trzydziestu trzech teledysków (w tym pięciu z gościnnym udziałem oraz jednego innego).
28 października 2016 ukazał się jej debiutancki album studyjny Natinterpretacje, wydany za pośrednictwem wytwórni muzycznej Warner Music Poland. Album dotarł do 15. miejsca oficjalnej polskiej listy sprzedaży. Promowały go single: „Lustra”, „Domek z kart”, „Powietrze” i „Zamienię Cię”, do których zostały nagrane teledyski. Wszystkie single promujące album były notowane na liście AirPlay – Top.
8 września 2017 wydała singel „Zaprowadź mnie”, który został wykorzystany do ścieżki dźwiękowej filmu Tarapaty. Utwór dotarł do 26. miejsca listy AirPlay – Top, ukazującej najczęściej odtwarzane utwory w polskich rozgłośniach radiowych.
5 listopada 2021 na rynek trafił drugi album studyjny piosenkarki Pogłos, wydany również za pośrednictwem wytwórni muzycznej Warner Music Poland. Płyta uplasowała się na 10. miejscu na oficjalnej polskiej liście sprzedaży i zdobyła w Polsce status złotej płyty za sprzedaż ponad 15 000 egzemplarzy. 28 października ukazała się reedycja albumu w postaci EP-ki Pogłos Suplement. Projekt promowały single „Powinnam?”, „Połóż się tu”, „Przypływy”, „Para”, „Początki”, „Późne godziny”, „Osiedle” i „Czyj sen dziś śnisz?”, do których nagrano teledyski.
18 października 2024 ukazała się trzecia płyta artystki pt. REM promowana singlami: „Północ”, „Sama na planecie”, „Upał”, „Zwierzęta nocy”, „Ty się nie bój” oraz „Ściany”.

## Albumy studyjne
| Rok  | Album | Najwyższa pozycja na liście | Sprzedaż       | Certyfikat          |
| Rok  | Album | POL                         | Sprzedaż       | Certyfikat          |
| ---- | --- | --------------------------- | -------------- | ------------------- |
| 2016 | Natinterpretacje - Wydany: 28 października 2016 - Wytwórnia: Warner Music Poland - Format: CD, digital download, streaming | 15                          |                |                     |
| 2021 | Pogłos - Wydany: 5 listopada 2021 - Wytwórnia: Warner Music Poland - Format: CD, digital download, streaming               | 10                          | - POL: 15 000+ | - ZPAV: złota płyta |
| 2024 | REM - Wydany: 18 października 2024 - Wytwórnia: Warner Music Poland - Format: CD, digital download, streaming              | 7                           |                |                     |

## Minialbumy
| Rok  | Dane dot. albumu |
| ---- | --- |
| 2022 | Pogłos Suplement - Wydany: 28 października 2022 - Wytwórnia: Warner Music Poland - Format: CD, digital download, streaming |

## Single

### Jako główna artystka
| Rok                         | Tytuł                                         | Pozycje na liście | Sprzedaż       | Certyfikat                 | Album                        |
| Rok                         | Tytuł                                         | POL (airplay)     | Sprzedaż       | Certyfikat                 | Album                        |
| --------------------------- | --------------------------------------------- | ----------------- | -------------- | -------------------------- | ---------------------------- |
| 2012                        | „Jane”                                        | –                 |                |                            | –                            |
| 2013                        | „Tęczowy”                                     | –                 |                |                            | –                            |
| 2014                        | „Nie pytaj jak (Young Stars Festival)”        | –                 |                |                            | –                            |
| 2014                        | „Teraz ty” (oraz Liber)                       | 4                 |                |                            | –                            |
| 2015                        | „Porównania” (oraz Liber)                     | –                 | - POL: 20 000+ | - ZPAV: platynowa płyta    | –                            |
| 2015                        | „Samosiejka”                                  | –                 |                |                            | –                            |
| 2016                        | „Lustra”                                      | 6                 | - POL: 40 000+ | - ZPAV: 2× platynowa płyta | Natinterpretacje             |
| 2016                        | „Domek z kart”                                | 19                | - POL: 10 000+ | - ZPAV: złota płyta        | Natinterpretacje             |
| 2016                        | „Powietrze”                                   | 9                 | - POL: 40 000+ | - ZPAV: 2× platynowa płyta | Natinterpretacje             |
| 2017                        | „Zamienię Cię”                                | 4                 | - POL: 20 000+ | - ZPAV: platynowa płyta    | Natinterpretacje             |
| 2017                        | „Zaprowadź mnie”                              | 26                | - POL: 10 000+ | - ZPAV: złota płyta        | Tarapaty (ścieżka dźwiękowa) |
| 2018                        | „Parasole”                                    | 42                | - POL: 20 000+ | - ZPAV: platynowa płyta    | –                            |
| 2019                        | „Nie oglądam się”                             | 26                |                |                            | –                            |
| 2019                        | „Nie mów nic”                                 | –                 |                |                            | –                            |
| 2020                        | „Pestki”                                      | 19                | - POL: 10 000+ | - ZPAV: złota płyta        | –                            |
| 2021                        | „Powinnam?”                                   | 20                | - POL: 50 000+ | - ZPAV: platynowa płyta    | Pogłos                       |
| 2021                        | „Połóż się tu”                                | –                 |                |                            | Pogłos Suplement             |
| 2021                        | „Przypływy” (oraz Ralph Kaminski)             | –                 | - POL: 50 000+ | - ZPAV: platynowa płyta    | Pogłos                       |
| 2021                        | „Para”                                        | 15                | - POL: 25 000+ | - ZPAV: złota płyta        | Pogłos                       |
| 2021                        | „1-2 X”                                       | –                 |                |                            | Pogłos                       |
| 2021                        | „Początki”                                    | –                 |                |                            | Pogłos                       |
| 2022                        | „Późne godziny” (oraz Vito Bambino)           | –                 | - POL: 25 000+ | - ZPAV: złota płyta        | Pogłos Suplement             |
| 2022                        | „Osiedle”                                     | –                 | - POL: 25 000+ | - ZPAV: złota płyta        | Pogłos Suplement             |
| 2022                        | „Przetańczyć z Tobą chcę całą noc” (oraz Igo) | –                 | - POL: 25 000+ | - ZPAV: złota płyta        | –                            |
| 2022                        | „Czyj sen dziś śnisz?” (oraz Daria Zawiałow)  | –                 |                |                            | Pogłos Suplement             |
| 2022                        | „Jeden świat” (oraz Pezet)                    | –                 |                |                            | –                            |
| 2022                        | „Zima”                                        | –                 |                |                            | Pogłos Suplement             |
| 2022                        | „Dancing Shoes”                               | –                 |                |                            | Kayax XX Rework              |
| 2024                        | „Północ”                                      | –                 |                |                            | REM                          |
| 2024                        | „Sama na planecie”                            | –                 |                |                            | REM                          |
| 2024                        | „Upał”                                        | –                 |                |                            | REM                          |
| 2024                        | „Zwierzęta nocy” (oraz Mela Koteluk)          | –                 |                |                            | REM                          |
| 2024                        | „Ty się nie bój”                              | –                 |                |                            | REM                          |
| 2024                        | „Ściany”                                      | –                 |                |                            | REM                          |
| „–” singel nie był notowany |                                               |                   |                |                            |                              |

### Jako artystka gościnna
| Rok                         | Tytuł                                                          | Pozycje na liście | Certyfikat              | Album             |
| Rok                         | Tytuł                                                          | POL (airplay)     | Certyfikat              | Album             |
| --------------------------- | -------------------------------------------------------------- | ----------------- | ----------------------- | ----------------- |
| 2013                        | „Wszystkiego na raz” (Liber, gościnnie: Natalia Szroeder)      | 2                 |                         | Duety             |
| 2013                        | „Nie patrzę w dół” (Liber, gościnnie: Natalia Szroeder)        | 2                 |                         | Duety             |
| 2020                        | „Jesień” (Quebonafide, gościnnie: Natalia Szroeder)            | –                 | - ZPAV: platynowa płyta | Romantic Psycho   |
| 2020                        | „Oddaj” (Vito Bambino, gościnnie: Natalia Szroeder)            | –                 |                         | Poczekalnia       |
| 2021                        | „Sold Out” (Margaret, gościnnie: Natalia Szroeder)             | –                 |                         | Maggie Vision     |
| 2021                        | „Zanim pójdziesz” (Miętha, gościnnie: Natalia Szroeder)        | –                 |                         | 36,6              |
| 2022                        | „Tylko nocą” (Krzysztof Zalewski, gościnnie: Natalia Szroeder) | –                 |                         | Zabawa (reedycja) |
| 2023                        | „Żurawie” (Miuosh, gościnnie: Natalia Szroeder)                | –                 |                         | Początek          |
| 2025                        | „Był bal” (Sanah, gościnnie: Natalia Szroeder)                 | –                 |                         | Dwoje ludzieńków  |
| „–” singel nie był notowany |                                                                |                   |                         |                   |

## Inne
| Rok  | Utwór                                                              | Album                                             | Źródło |
| ---- | ------------------------------------------------------------------ | ------------------------------------------------- | ------ |
| 2009 | „Redosny dzéń” – Weronika Korthals (gościnnie: Natalia Szroeder)   | Na wiedno                                         | [ 47 ] |
| 2010 | „Dzysô z Betlejem” – Weronika Korthals i Natalia Szroeder          | Najpiękniejsze polskie kolędy (kompilacja)        | [ 48 ] |
| 2013 | „Wszystkiego na raz” – Liber (gościnnie: Natalia Szroeder)         | Duety                                             | [ 49 ] |
| 2013 | „Nie patrzę w dół” – Liber (gościnnie: Natalia Szroeder)           | Duety                                             | [ 49 ] |
| 2014 | „Pòtrzébny je drëch” – Natalia Szroeder                            | TARTA z truskawkami kaszubskimi (kompilacja)      | [ 50 ] |
| 2016 | „Kochać” – Rafał Brzozowski (gościnnie: Natalia Szroeder)          | Moje serce to jest muzyk, czyli polskie standardy | [ 51 ] |
| 2019 | „Podgorączkowy” – Dawid Kwiatkowski (gościnnie: Natalia Szroeder)  | 13 grzechów niczyich                              | [ 52 ] |
| 2019 | „Dalej i dalej” – Pectus (gościnnie: Natalia Szroeder)             | Kobiety / Wojciech Młynarski                      | [ 53 ] |
| 2020 | „Tęskniezastarymkanye” – Quebonafide (gościnnie: Natalia Szroeder) | Romantic Psycho                                   | [ 54 ] |
| 2022 | „Ariwederczi (Samanta)” – Ofelia (gościnnie: Natalia Szroeder)     | 8                                                 | [ 55 ] |

## Teledyski
| Rok       | Tytuł                                                      | Reżyseria/Realizacja           |
| --------- | ---------------------------------------------------------- | ------------------------------ |
| 2012      | „Potrzebny je drech”                                       | –                              |
| 2012      | „Jane”                                                     | –                              |
| 2013      | „Tęczowy”                                                  | –                              |
| 2014      | „Nie pytaj jak (Young Stars Festival)”                     | Smoła Studio                   |
| 2014      | „Teraz ty”                                                 | Adam Gawenda                   |
| 2015      | „Porównania”                                               | –                              |
| 2015      | „Samosiejka”                                               | Smoła Studio                   |
| 2016      | „Lustra”                                                   | Michał Kwiatek                 |
| 2016      | „Domek z kart”                                             | Dariusz Szermanowicz           |
| 2016      | „Powietrze”                                                | Adam Gawenda                   |
| 2017      | „Zamienię Cię”                                             | Adam Gawenda                   |
| 2017      | „Zaprowadź mnie”                                           | Marta Karwowska                |
| 2018      | „Parasole”                                                 | Adam Gawenda, Natalia Szroeder |
| 2019      | „Nie oglądam się”                                          | –                              |
| 2019      | „Nie mów nic”                                              | Adam Romanowski                |
| 2020      | „Pestki”                                                   | Adam Romanowski                |
| 2021      | „Powinnam?”                                                | Błażej Baar                    |
| 2021      | „Połóż się tu”                                             | Adam Romanowski                |
| 2021      | „Przypływy”                                                | Adam Romanowski                |
| 2021      | „Para”                                                     | Adam Romanowski                |
| 2021      | „Początki”                                                 | Adam Romanowski                |
| 2022      | „Późne godziny”                                            | Przemysław Gomuła              |
| 2022      | „Osiedle”                                                  | Adam Romanowski                |
| 2022      | „Przetańczyć z Tobą chcę całą noc”                         | Monika Kmita                   |
| 2022      | „Czyj sen dziś śnisz?”                                     | Michał Wit Kowalski            |
| Gościnnie |                                                            |                                |
| 2013      | „Wszystkiego na raz” – Liber (gościnnie: Natalia Szroeder) | –                              |
| 2013      | „Nie patrzę w dół” – Liber (gościnnie: Natalia Szroeder)   | Cam-L Studio, DL Promotion     |
| 2020      | „Jesień” – Quebonafide (gościnnie: Natalia Szroeder)       | Frank Green                    |
| 2021      | „Sold Out” – Margaret (gościnnie: Natalia Szroeder)        | Łukasz Zabłocki                |
| 2021      | „Zanim pójdziesz” – Miętha (gościnnie: Natalia Szroeder)   | Julek Tałandziewicz            |
| Inne      |                                                            |                                |
| 2010      | „Dzysô z Betlejem” – Weronika Korthals i Natalia Szroeder  | –                              |